# 大貞長
大 貞長（おお の さだなが、生没年不詳）は、平安時代前期の官人。氏姓は金刺舎人連のち大朝臣。

## 経歴
信濃国諏訪郡の人。科野国造の後裔で、もと金刺舎人（金刺連）氏。清和朝の貞観5年（863年）右近衛将監正六位上で大朝臣を賜う。
貞観8年（866年）外従五位下に叙され、同9年（867年）1月、参河介に任じた。
貞観11年（869年）3月、参河介に再任した。

## 官歴
『日本三代実録』による。
- 時期不詳：右近衛将監、正六位上
- 貞観8年（866年）1月7日：外従五位下
- 貞観9年（867年）1月12日：参河介